# О’Брайен, Лиам (актёр)
Лиам Кристофер О’Брайен (англ. Liam Christopher O’Brien; род. 28 мая 1976, Нью Джерси) — американский актер озвучивания, сценарист и режиссёр. Он является постоянным участником актёрского состава «Critical Role», в котором группа друзей-профессиональных актёров дубляжа играют в Dungeons & Dragons. Вне шоу, Лиам озвучивает видеоигры, аниме, и мультфильмы. Принимал участие в озвучке Гаара в аниме «Наруто», мечника Ясуо в видеоигре «League of Legends», и ночного эльфа-демона Иллидана, из вселенной Warcraft.

## Ранняя жизнь
Лиам О’Брайен родился в Уихокене, Нью-Джерси. Его мать, Лоис Вилтсе О’Брайен, работала педагогом, а также тренером и консультантом по обеспечению качества. У него есть сестра Кара. Был воспитан матерью-христианкой и 15 лет учился в христианской школе, но позже охарактеризовал себя как агностика.

## Карьера
После переезда в Нью-Йорк для обучения в школе искусств, начал работать в театре. Во время работы над постановкой «Ромео и Джульетта» в Цинциннати, штат Огайо, он познакомился с Криспином Фриманом, что помогло ему получить свою первую работу по озвучиванию.
Помимо озвучки, он работает режиссером озвучивания и сценаристом в различных видеоиграх и аниме. К примеру, является режиссёром дубляжа игры The Last of Us.
В 2012 году, темой одного из выпусков подкаста «All Work No Play», проводимого с его лучшим другом Сэмом Ригелом, стала настольная ролевая игра Dungeons & Dragons. В том же 2012 году, Лиам попросил у Мэтта Мерсера провести для него, и их общих друзей-актёров озвучивания, домашнюю кампанию в DnD.
Через несколько лет, в 2015 году, актёры приняли решение транслировать свою игру на YouTube-канал Geek & Sundry, не ожидая от этого какого либо успеха, однако впоследствии став самым популярным разговорным шоу на Twitch. Рубрика получила название «Critical Role».

## Личная жизнь
В 2002 году О’Брайен женился на актрисе озвучивания Эми Кинкейд, с которой у него есть сын и дочь.
Он страдает гиперакузисом — расстройством слуха, которое делает его необычайно чувствительным к повседневным шумам